# Grań główna Tatr Bielskich

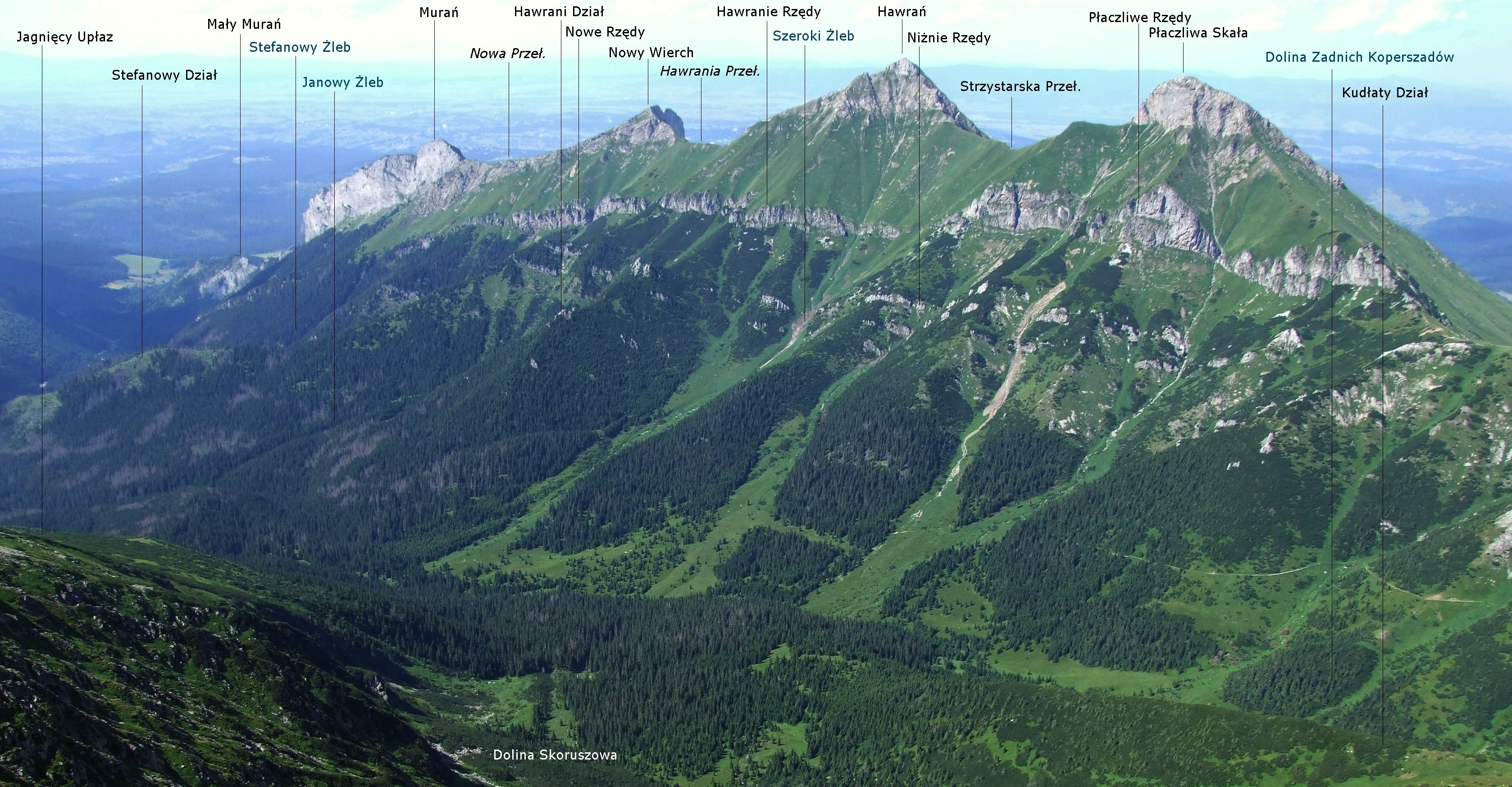
Zachodnia część pasma

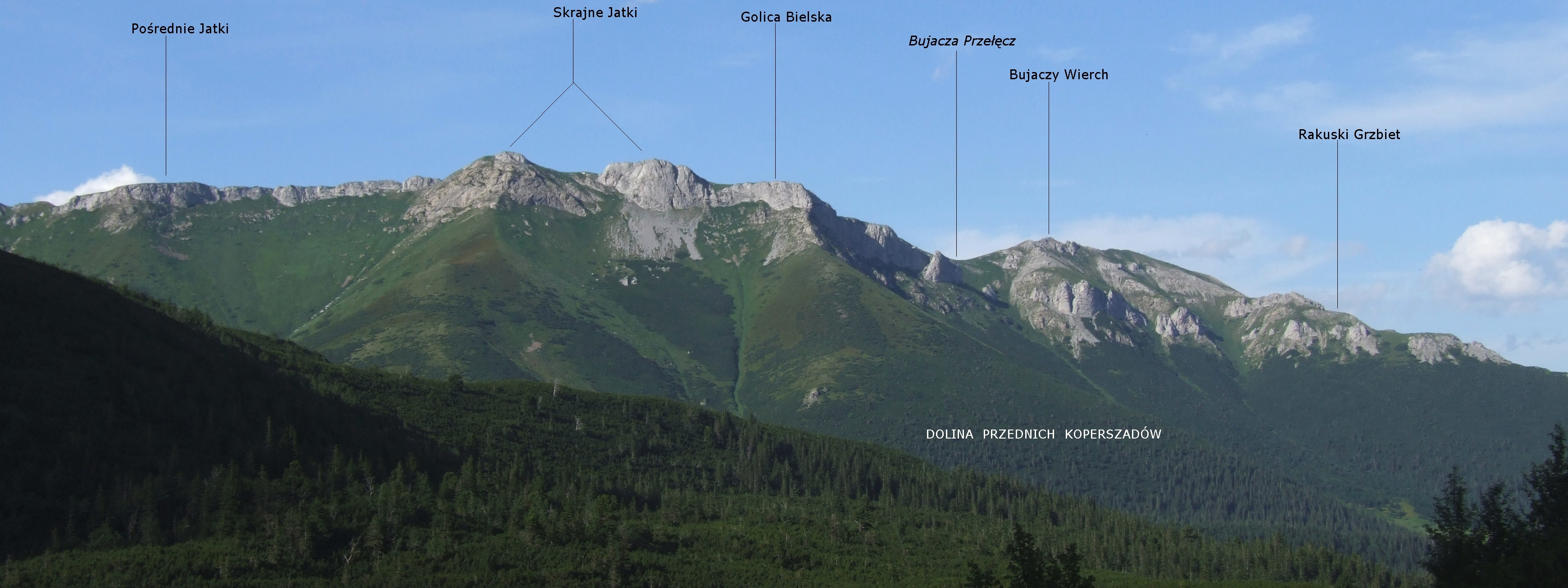
Wschodnia część pasma

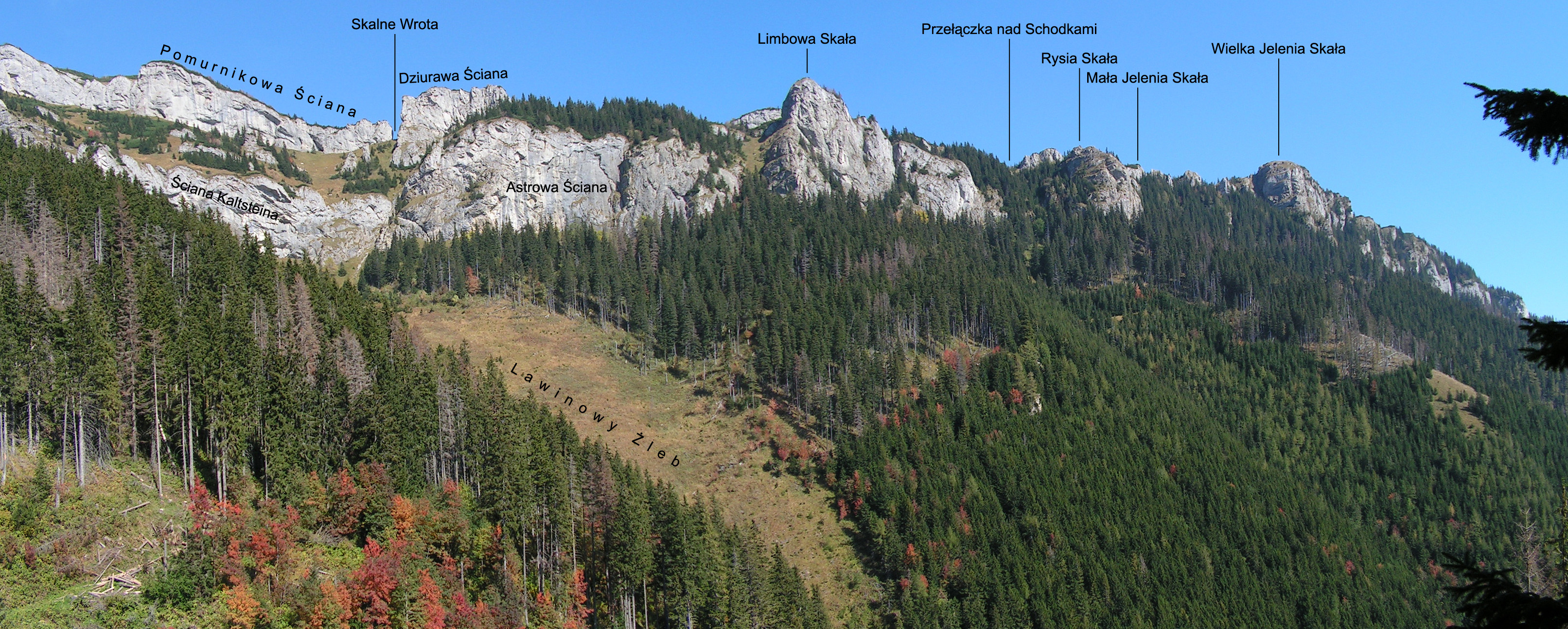
Kozi Grzbiet

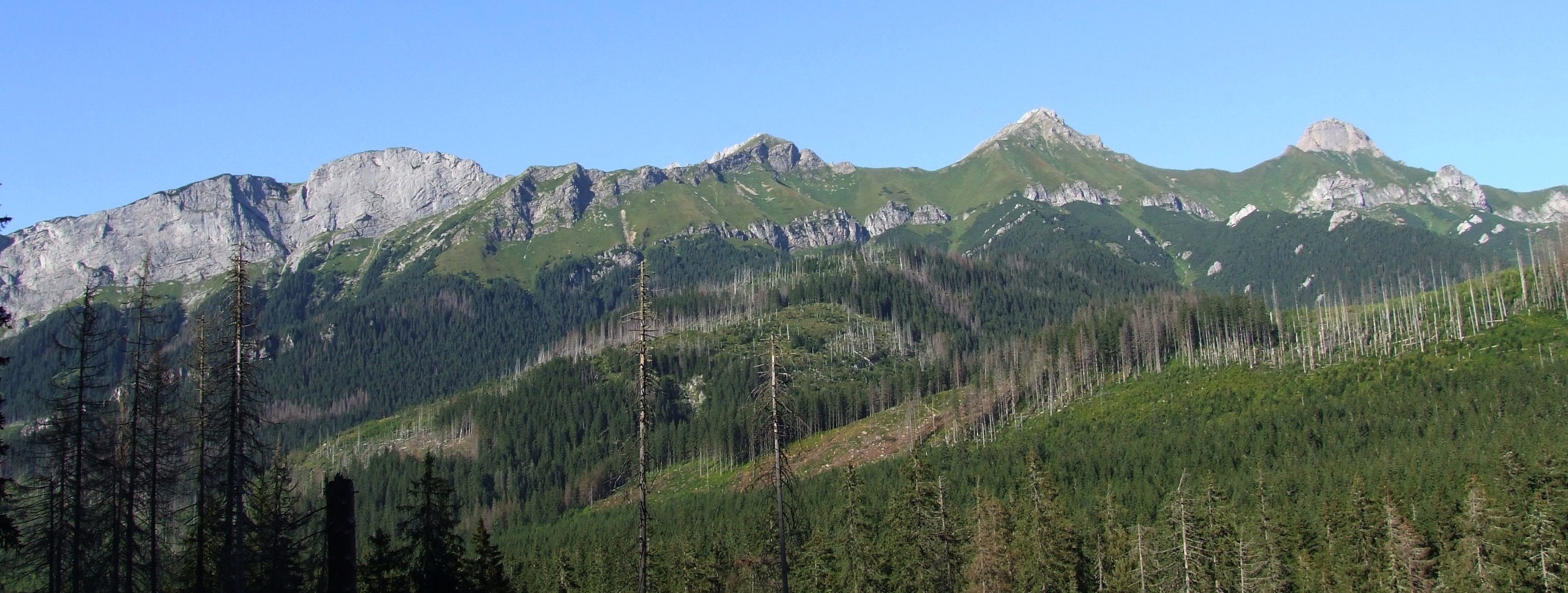
Widok z Doliny Jaworowej

Główna grań Tatr Bielskich (słow. Hlavný hrebeň Belianských Tatier) – mająca całkowitą długość ok. 15 km (w linii prostej ok. 13 km) grań znajdujących się całkowicie na obszarze Słowacji Tatr Bielskich. Grzbiet ten jest położony poprzecznie w stosunku do wschodniego odcinka grani głównej Tatr, z którym łączy się na odcinku od Szalonego Wierchu do Hawrania.
W grani tej, w kolejności od zachodu na wschód wyróżnia się (zworniki zostały wytłuszczone):
- Rogowa (Rogová)
- Czerwona Skałka Murańska 1268 m
- Siodło za Rogową ~1245 m
- Mały Murań (Malý Muráň) ~1356 m
- Skrajna Murańska Przełęcz ~1340 m
- Murańskie Kopki ~1390 m
- Pośrednia Murańska Przełęcz ~1370 m
- Murańska Turnia ~1400 m
- Zadnia Murańska Przełęcz ~1370 m
- Murańska Przehyba
- Murań (Muráň) 1890 m. Zwornik dla północnej grani zwanej Zakrywą
- Murański Karbik
- Murański Ząb
- Bujakowy Przechód ~1850 m
- Skrajna Murańska Czubka ~1860 m. Zwornik dla grzędy Bujaka
- Zadnia Murańska Czubka ~1860 m
- Nowa Przełęcz (Nové sedlo) 1845 m
- Nowy Przechód ~1855 m
- Nowy Wierch (Nový vrch) 2009 m. W grani głównej znajduje się najniższy z 3 wierzchołków, zwornik dla bocznej grani Kominów Zdziarskich
- Nowy Karb
- Hawrania Przełęcz (Havranie sedlo) 1910 m
- Niżni Hawrani Zwornik. Zwornik dla bocznej grzędy Stefanowego Działu
- Hawrania Czubka. Zwornik dla grzędy Hawraniego Działu
- Hawrania Szczerbina
- Hawrań (Havran) 2152 m. Zwornik dla 2 grani:
  - grań północno-zachodnia z Niżnim Hawraniem
  - grań północno-wschodnia do Zdziarskiej Przełęczy, stanowiąca fragment grani głównej Tatr
- Hawrania Przehyba
- Hawrani Nos
- Strzystarska Przełęcz (Tristarské sedlo) 1969 m
- Płaczliwa Kopka
- Płaczliwa Przehyba
- Płaczliwa Skała (Ždiarska vidla) 2142 m. Zwornik dla 2 grani:
  - grań północna z Kościółkami
  - grań północno-wschodnia do Żlebińskich Turni i Wielkiego Regla
- Zadnie Płaczliwe Siodło
- Zadnia Płaczliwa Kazalnica 1923 m
- Szeroka Przełęcz Bielska (Široké sedlo) 1826 m
- Szalony Wierch (Hlúpy vrch) 2061 m. Zwornik dla grani głównej Tatr do Przełęczy pod Kopą, poprzez którą Tatry Bielskie łączą się z Tatrami Wysokimi
- Szalona Przełęcz (Sedlo pod Hlúpym) 1933 m
- Zadnie Jatki (Zadné Jatky)
  - Wierzchołek zachodni 2020 m. Zwornik dla północnej grani do Bednarskiego Regla
  - Wierzchołek wschodni 1984 m. Zwornik dla północnej grani do Jaworzynki Bielskiej
- Przełączka nad Wielkim Koszarem 1950 m
- Pośrednie Jatki (Prostredné Jatky) 1980 m. Zwornik dla północnej grani Pośredniego Diablego Grzbietu
- Przełączka nad Małym Koszarem 1964 m
- Skrajne Jatki (Predne Jatky)
  - wierzchołek zachodni 2012 m
  - wierzchołek wschodni 2011 m
- Golica Bielska (Holica) 1981 m
- Bujacza Przełęcz (Bujačie sedlo) 1912 m
- Bujaczy Przechód
- Bujaczy Wierch (Bujačí vrch) 1960 m. Zwornik dla kilku grani:
  - grań północno-zachodnia (Jagnięcy Grzbiet)
  - grań południowa (Rakuski Grzbiet)
  - grań północna do Tokarni
  - grań północno-wschodnia do Kurzej Przełęczy
- Pomurnikowa Ściana
- Skalne Wrota (Skalné vráta) 1620 m
- Kozi Grzbiet (Kozí chrbát). Zwornik dla Neslowej Grani
  - Dziurawa Ściana ~1650 m
  - Limbowa Skała
  - Przełączka nad Schodkami ~1590 m
  - Rysia Skała
  - Mała Jelenia Skała
  - Wielka Jelenia Skała 1604 m
- Fajksowa Przełęcz (Faixova) 1480 m
- Fajksowa Czuba (Faixova) 1488 m
- Kobyla Przełęcz (Vysoká poľana) 1090 m
- Kobyli Wierch (Kobylí vrch) 1109 m